# Ruhestein Frankfurter Straße (Sprendlingen)

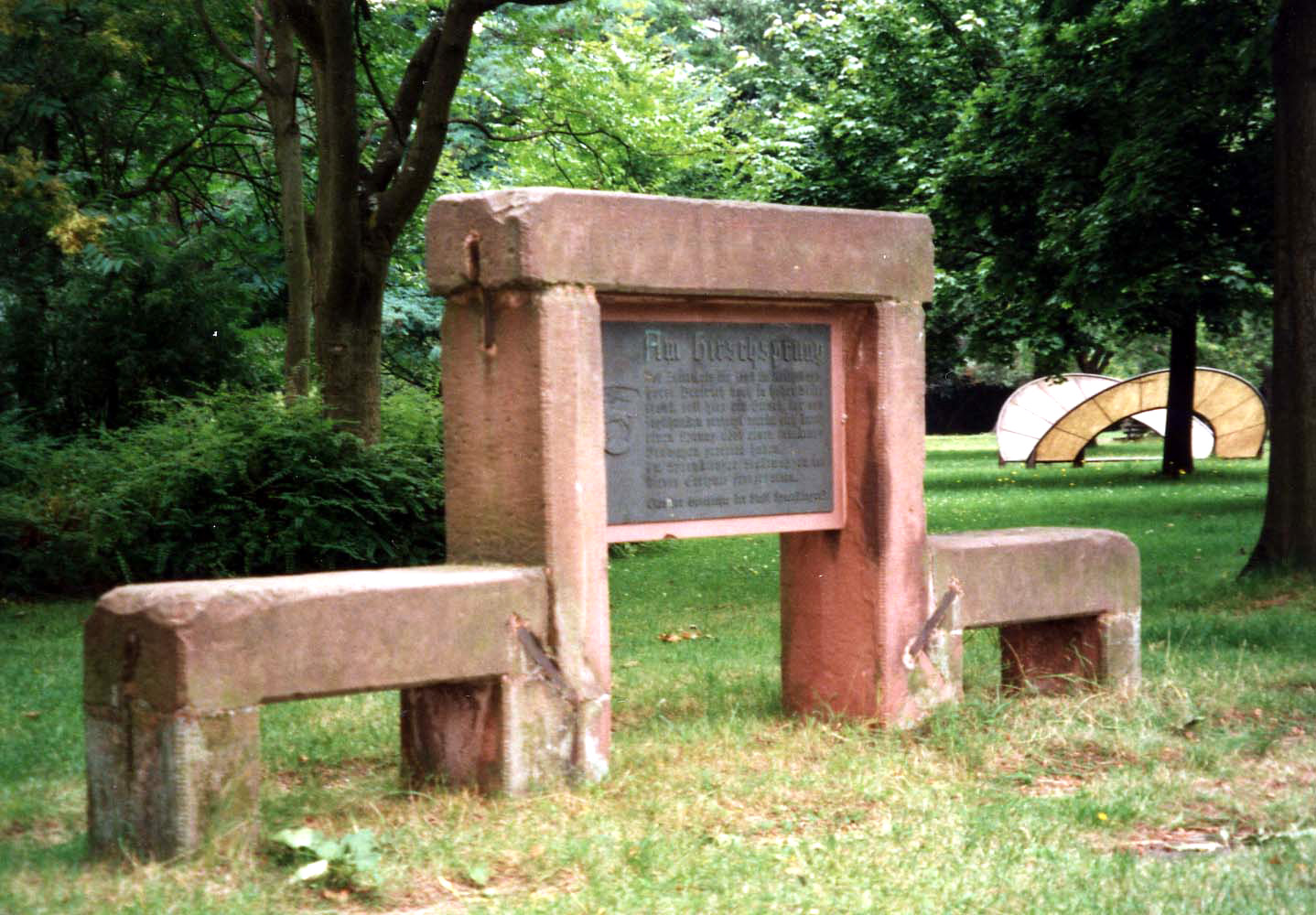
Ruhebank Frankfurter Straße in Dreieich-Sprendlingen

Der Ruhestein Frankfurter Straße ist ein Kleindenkmal und geschütztes Kulturdenkmal, das in Dreieich-Sprendlingen im südhessischen Landkreis Offenbach steht. Es ist neben dem Ruhestein in der Offenbacher Straße der einzige Ruhestein in Dreieich und einer von dreien im Landkreis Offenbach.

## Lage und Datierung
Der Ruhestein befindet sich an der Frankfurter Straße in der Grünanlage vor der Siedlung Hirschsprung, etwa 50 Meter nördlich der Abzweigung zum Kurt-Schumacher-Ring. Ursprünglich stand er etwa einen Kilometer entfernt auf der Ostseite der Frankfurter Straße, damals noch außerhalb des Ortes. Beim Ausbau der Bundesstraße 3 im Jahr wurde er 1967 an die heutige Position versetzt.
Die Entstehung des Ruhesteins wird um die Mitte des 18. Jahrhunderts angesetzt. Aufgrund der nahezu identischen Abmessungen mit dem Ruhestein in der Frankfurter Straße wird angenommen, dass beide Ruhesteine zusammen aufgestellt wurden. Letzterer hat auf seiner Rückseite die Jahreszahl 1736 eingemeißelt.

## Beschreibung
Der aus Sandstein gefertigte Ruhestein ist dreigliedrig aufgebaut mit einer höheren Bank zum Abstellen von den auf dem Rücken getragenen Lasten in der Mitte sowie rechts und links davon niedrigeren Sitzbänken. Die Gesamtbreite beträgt 3,40 Meter, davon ist der mittlere Sturz 1,50 Meter lang und 1,40 Meter hoch. Die beiden seitlich angebrachten Sitzflächen weisen eine Länge von jeweils 1,00 Meter auf, die Sitzhöhe beträgt 50 bis 55 Zentimeter.
Im Jahr 1969 wurde zwischen den mittleren Pfosten ein Sandsteinplatte eingefügt, auf deren Vorderseite eine Bronzetafel angebracht wurde. Sie enthält eine Erläuterung der Dreieicher Hirschsprung-Legende: Vor Zeiten, als die Jagd im Reichsbann-Forst Dreieich noch in hoher Blüte stand, soll hier ein Hirsch, der von Jagdhunden verfolgt wurde, sich durch einen Sprung über einen beladenen Heuwagen gerettet haben. Im Sprendlinger Stadtwappen ist dieses Ereignis festgehalten. Auf der Rückseite wird die Funktion einer Ruhe erläutert.